# Robert Riedl (Politiker)
Robert Riedl (* 16. April 1955 in Edenstetten, heute Gemeinde Bernried) ist ein deutscher Politiker (Freie Wähler). Von Januar 2022 bis Oktober 2023 war er Abgeordneter im Bayerischen Landtag.

## Leben
Riedl legte 1971 den Realschulabschluss in Bad Kötzting ab. Von 1971 bis 1974 wurde er in München zum Förderlehrer ausgebildet. Nach seiner Seminarzeit war er von 1976 bis 2019 als Lehrer an der Förderschule Bad Kötzting tätig.
Riedl ist verheiratet und hat vier Kinder. Er ist konfessionslos.

## Politik
Riedl trat 2012 den Freien Wählern bei. Er ist seit Juni 2013 Ortsvorsitzender der Freien Wähler in Bad Kötzting. Seit 2014 ist er zudem Stadtrat in Bad Kötzting und sitzt der dortigen Freien-Wähler-Fraktion vor. Seit 2020 ist er Kreisrat im Landkreis Cham.
Bei der Landtagswahl in Bayern 2018 trat Riedl für seine Partei im Stimmkreis Cham an, verpasste jedoch zunächst den Einzug in den Landtag. Am 1. Januar 2022 rückte er für Joachim Hanisch in den Landtag nach. Er gehört dort den Ausschüssen für Arbeit und Soziales, Jugend und Familie und für Kommunale Fragen, Innere Sicherheit und Sport an. Außerdem ist er seit dem 17. Januar 2022 Mitglied des Bayerischen Landessportbeirates. Bei der Landtagswahl in Bayern am 8. Oktober 2023 kandidierte er nicht mehr.